# Sericoptera
Sericoptera là một chi bướm đêm thuộc họ Geometridae.